# Sporting Club Centro Giovani Calciatori Viareggio
Lo Sporting Club Centro Giovani Calciatori Viareggio, meglio noto con la sigla CGC Viareggio, è un'associazione polisportiva fondata il 20 novembre 1947 con cinque sezioni: calcio, pallacanestro, pallavolo, atletica ed hockey su pista. Questa ultima sezione rappresenta il fiore all'occhiello della società. Essa è famosa in Italia per l'organizzazione del Torneo Internazionale di calcio giovanile "Coppa Carnevale" (detto anche Torneo di Viareggio). È una delle poche società in Italia ad aver portato le proprie squadre nei rispettivi massimi campionati in due sport differenti (hockey e pallavolo).
L'associazione è stata proprietaria del PalaBarsacchi, impianto sportivo acquisito nel novembre 2017 e fino al 2023, dopo il fallimento della Viareggio Patrimonio, società in house del comune di Viareggio, precedente titolare dell'impianto.

## Sezione calcio
Organizza il Torneo di Viareggio e ha diverse squadre nelle categorie del settore giovanile. 
Gli anni '70 vedono militare nelle squadre giovanili alcuni ragazzi che intraprenderanno la carriera professionistica: fra tutti Carlo Bresciani, attaccante di Viareggio, Fiorentina e Foggia.
Negli anni 2000, Jacopo Fazzini, partito dalle giovanili arriva a vestire la maglia della Fiorentina.

## Sezione atletica
Come il calcio, creata fin dal 1947, ha formato diversi atleti portandoli a vincere titoli regionali e nazionali. Alcuni hanno raggiunto la Nazionale italiana. Alla sezione è stata consegnata la Stella d'Argento al Merito sportivo.

## Sezione pallavolo
La sezione pallavolo venne creata nel 1973 dalla fusione con la Società GS Fontanella. Ha raggiunto negli anni settanta la massima serie in 2 stagioni: Serie A 1976-1977 e Serie A1 1978-1979.
Ecco i nomi delle giocatrici autrici dell'impresa: Laura Letari, Alessandra Monciatti, Patrizia Motto, Carla Volpi, Suelly Giagnoni, Giovanna Bianucci, Bruna Piacentini e Angela Lunardini. Allenatore Michele Bertolucci.

## Sezione pallacanestro
Il CGC cura il settore giovanile allestendo diverse squadre dall'Under-18 al minibasket.

## Sezione hockey
La sezione hockey venne creata nel 1969 dalla fusione con la Società Pattinatori Viareggini, fondata nel 1947, raccogliendo l'eredità di un buon movimento di giocatori già negli anni trenta, dovuta alla presenza di numerose piste di pattinaggio. La prima partita ufficiale fu giocata nel febbraio 1938 contro il Pisa.
Nel 1970 arrivò la prima promozione nella massima serie. Nel 1976, nonostante militasse in serie B, il Centro raggiunse la finale di Coppa Italia dove venne sconfitto dal Novara che in quegli anni dominava il campionato. In quella squadra esordì il giovane portiere Alessandro Cupisti.
La stagione 2010-2011 vede per la società viareggina, la conquista del primo trofeo nazionale della sua storia, la Coppa Italia, al termine di un doppio confronto contro il tenace Valdagno (5-5 all'andata e 5-4 al golden goal nel ritorno).È il 23 novembre 2010.
Il 7 giugno 2011 diventa per la prima volta Campione d'Italia, portando la serie della finale scudetto sul 3-0, alla meglio su 5 gare, contro il Valdagno nuovamente.
Il 5 ottobre 2013 vince la sua prima Supercoppa Italiana, in finale unica, ai rigori ad oltranza, sempre contro il Valdagno, in casa della squadra veneta.